# Moto2
Moto2 – klasa pośrednia cyklu motocyklowych mistrzostw świata, wprowadzona w 2010, która zastąpiła kategorię 250 cm³.
Początkowym zamysłem było złączenie motocykli Moto2 z 250'kami, jednak ostateczna lista startowa uwzględniała tylko maszyny Moto2.
Dorna szukała przede wszystkim oszczędności, jednocześnie starając się zachować atrakcyjność wyścigów.
Wszystkie konstrukcje obowiązkowo posiadają silniki Hondy o pojemności 600 cm³ (Honda CBR 600RR). Wyłącznym dostawcą opon jest Dunlop.
Od 2013 minimalna waga w klasie wynosi 215 kg. Jest to waga łączna motocykla wraz z zawodnikiem, wliczając w to elementy ochronne kierowcy (kombinezon, ochraniacze, kask, itp.), maszyny, zamontowanej kamery itp. Możliwe jest dołożenie dodatkowego balastu aby uzyskać wymaganą wagę.

## Specyfikacja motocykla
Silnik: czterocylindrowy rzędowy, 4-suwowy, DOHC, chłodzony cieczą
Dostawca: Honda
Pojemność: 599 cm³
Średnica i skok tłoka: 67 × 42,5 mm
Moc maksymalna: 140 KM
Gaźnik: PGM-FI elektroniczny wtrysk paliwa
Średnica przepustnicy: 40 mm
Zbiornik paliwa: 22 litrów
Sprzęgło: wielotarczowe mokre
Rama: Aluminium twin-spar
Wymiary: 1990 × 500 x 1000 mm
Kąt główki ramy: 22º55
Wysokość siedzenia: 700 mm
Zawieszenie tylne: 55 mm amortyzator Showa
Koła: stop metali lekkich (magnez)
Przód: 17 x 3,75
Tył 17 x 6
Opona przód: 125/80-17 Dunlop
Opona tył: 190/55-17 Dunlop
Hamulec przedni: Tarcze 300 mm, czterotłoczkowe zaciski firmy Galfer
Tylny hamulec: Tarcze 220 mm, dwutłoczkowe zaciski firmy Galfer
Masa: 215 kg (zawodnik+motocykl)

## Statystyki

### Mistrzowie

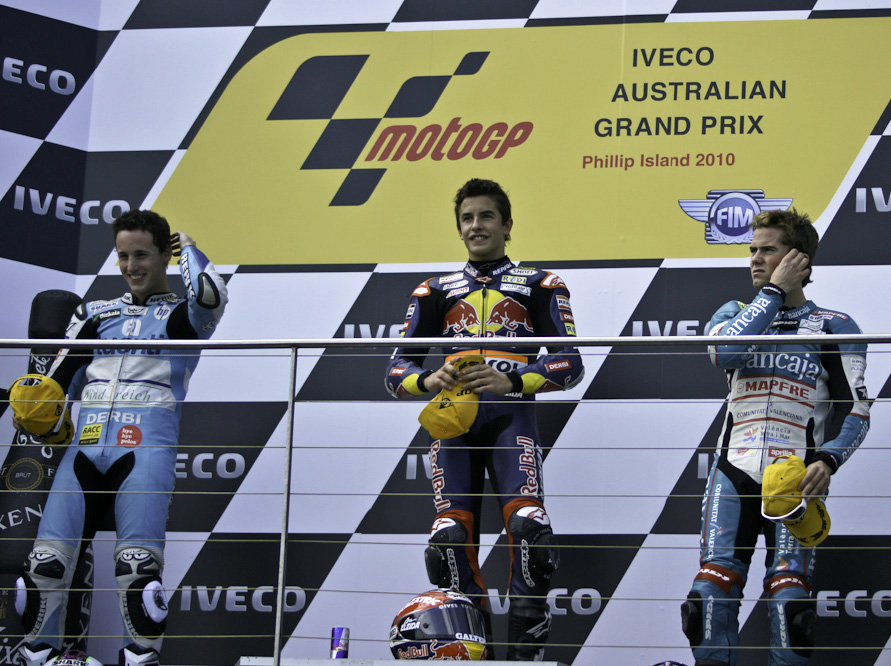
Pol Espargaro pierwszy z lewej

| Edycja | Rok  | Triumfator (kierowca) | Kraj      | Motocykl | Triumfator (konstruktrzy) |
| ------ | ---- | --------------------- | --------- | -------- | ------------------------- |
| 13     | 2022 | Augusto Fernández     | Hiszpania | Kalex    | Kalex                     |
| 12     | 2021 | Remy Gardner          | Australia | Kalex    | Kalex                     |
| 11     | 2020 | Enea Bastianini       | Włochy    | Kalex    | Kalex                     |
| 10     | 2019 | Álex Márquez          | Hiszpania | Kalex    | Kalex                     |
| 9      | 2018 | Francesco Bagnaia     | Włochy    | Kalex    | Kalex                     |
| 8      | 2017 | Franco Morbidelli     | Włochy    | Kalex    | Kalex                     |
| 7      | 2016 | Johann Zarco          | Francja   | Kalex    | Kalex                     |
| 6      | 2015 | Johann Zarco          | Francja   | Kalex    | Kalex                     |
| 5      | 2014 | Esteve Rabat          | Hiszpania | Kalex    | Kalex                     |
| 4      | 2013 | Pol Espargaró         | Hiszpania | Kalex    | Kalex                     |
| 3      | 2012 | Marc Márquez          | Hiszpania | Suter    | Suter                     |
| 2      | 2011 | Stefan Bradl          | Niemcy    | Kalex    | Suter                     |
| 1      | 2010 | Toni Elias            | Hiszpania | Moriwaki | Suter                     |

### Najwięcej wygranych wyścigów
| Zawodnik     | Wygrane |
| ------------ | ------- |
| Marc Marquez | 16      |
| Johann Zarco | 15      |
| Esteve Rabat | 13      |